# 新発田治時
新発田 治時（しばた はるとき、生年不詳 - 天正15年10月25日〈1587年11月25日〉）または佐々木治時は、戦国時代の武将。
父は新発田重家で、揚北衆加地氏佐々木党の一人。
新発田重家の乱で上杉景勝に攻められ、父と共に新発田城籠城戦に参加し、天正15年10月25日〈西暦1587年11月25日〉の城落ちで討ち死にした。父子ともに首を刎ねられさらし首にされたと伝わる。治時は19歳であった。